# Brian Macdonald (chorégraphe)
Pour les articles homonymes, voir Brian Macdonald et Macdonald.
Brian Ronald Macdonald, né le 14 mai 1928 à Montréal au Canada et décédé le 29 novembre 2014, est un danseur et chorégraphe canadien.

## Biographie
Commençant sa carrière comme acteur à la radio à Montréal, Brian Macdonald commence ses études en danse en 1945 avec les professeurs Elizabeth Leese, Gérald Crevier et Françoise Sullivan,. Diplômé d'un baccalauréat en anglais de l'Université McGill en 1947, il réalise différente chorégraphies et danse dans les revues Red and White de l'université.
En 1951, il devient l'un des premiers membres du Ballet national du Canada fondé à Toronto. Un accident en 1953 le force toutefois à arrêter la danse. Il se consacre alors à la chorégraphie. Plusieurs de ses chorégraphies sont créées pour des émissions de télévision à Radio-Canada. En 1956 il organise un groupe sous le nom de Ballets Théâtres de Montréal avec les chorégraphes Elizabeth Leese, Elsie Salomon et Joey Harris. La troupe rassemble des figures importantes de la danse au Québec comme Christina Coleman, Raymond Goulet, Milenka Niederlova et Alexander MacDougall. Malgré son succès, la compagnie se dissout rapidement en raison de communications internes difficiles et d'un manque de financement. Il chorégraphie ensuite pour le Royal Winnipeg Ballet et devient éventuellement le directeur artistique du Ballet royal suédois (1964-1967), du Harkness Ballet (en) de New York (1967-1968), et de la Batsheva Dance Company en Israël (1971-1972).
De 1974 à 1981, Brian Macdonald assume la direction des Grands Ballets canadiens à Montréal et en est le chorégraphe associé de 1980 à 1990.

## Principales chorégraphies
- 1962 : Time out of Mind and Capers
- 1964 : Aimez-vous Bach?
- 1965 : Canto Indio
- 1966 : Rose Latulipe (créé au Festival de Stratford)
- 1970 : Five over Thirteen (pour le Royal Winnipeg Ballet)
- 1970 : The Shining People of Leonard Cohen (pour le Ballet royal de Winnipeg)

## Prix et distinctions
- 1967 : Officier de l'Ordre du Canada
- 1983 : Prix Molson
- 2001 : Prix Walter-Carsen
- 2001 : Compagnon de l'Ordre du Canada[6]